# Добржанський Віктор Михайлович
Віктор Михайлович Добржанський (15 жовтня 1907, Ясногород — 5 липня 1964, Київ) — український радянський живописець, графік.

## Біографія
Народився 15 жовтня 1907 року в селі Ясногороді (нині Романівського району Житомирської області). В 1939–1949 роках навчався в Київському художньому інституті у Г. П. Світлицького та І. Н. Штільмана. В 1949 році написав дипломну роботу «Колгоспні поля». З 1949 по 1952 рік викладав у цьому ж інституті.
З 1949 року — учасник виставок. Експонувався на виставках:
- 10-й українській художній виставці (1949);
- образотворчого мистецтва УРСР (1951, 1952);
- образотворчого мистецтва УРСР, присвяченій 300-річчю возз'єднання України з Росією (1954);
- творів художників-мариністів (1953, 1955) в Києві;
- творів художників-мариністів (1954, 1961) в Москві та інших.

Посмертна виставка творів пройшла в Києві 1972 року.

Могила Віктора Добржанського

Жив в Києві. Помер 5 липня 1964 року. Похований на Байковому кладовищі (стара частина).

## Творчість
Працював переважно як пейзажист. Автор живописних творів: «Дніпродзержинськ» (1949), «На току» (1950), «Там, де була Запорізька Січ» (1952), «Завод ім. Ф. Е. Дзержинського» (1952, спільно з Б. М. Раппопортом), «Місячна ніч» (1953), «Вечір в порту» (1955), «Сонячний день» (1955), «Дніпро» (1957), «Море» (1958), «Тут жив Т. Г. Шевченко» (1963) та інших.
Творчість представлена в багатьох музейних зібраннях, в тому числі в Національному музеї імені А. Шептицького у Львові, Дніпропетровському художньому музеї, Музеї Т. Г. Шевченка в Києві.